# XO-5b
XO-5b, còn gọi là Makropulos, là một hành tinh ngoài hệ mặt trời cách Trái Đất khoảng 910 năm ánh sáng, trong chòm sao Thiên Miêu. Hành tinh này được tìm thấy bằng phương pháp quá cảnh bằng Kính viễn vọng XO và được công bố vào tháng 5 năm 2008. Nó cũng được Dự án HATNet phát hiện độc lập. Hành tinh này có khối lượng và bán kính chỉ lớn hơn một chút so với Sao Mộc. Hành tinh này quay trên quỹ đạo rất gần với ngôi sao chủ loại G là XO-5. Do đó là điển hình cho các hành tinh quá cảnh, nên nó được xếp loại là Sao Mộc nóng. Nó chỉ mất 4,188 ngày (hoặc 100,5 giờ) để hoàn thành một vòng quỹ đạo ở khoảng cách 0,0488 AU).

## Phát hiện
XO-5b là hành tinh quá cảnh dạng Sao Mộc nóng thứ năm được Dự án XO phát hiện và từng được xác định như là ứng viên hành tinh ngoài hệ mặt trời từ hai mùa quan sát, từ tháng 11 năm 2003 đến tháng 3 năm 2004 và từ tháng 11 năm 2004 đến tháng 3 năm 2005. Một nhóm mở rộng là sự hợp tác của các nhà thiên văn học chuyên nghiệp và nghiệp dư đã cung cấp đo đạc quang trắc tiếp theo. Nhóm này đã thu được các đường cong ánh sáng chất lượng tốt hơn để hướng dẫn theo dõi quang trắc và quang phổ cần thiết nhằm phân loại ứng viên này như một hành tinh đồng hành thực sự.
Để xác nhận bản chất hành tinh của XO-5, các quan sát vận tốc xuyên tâm đã được thực hiện bằng quang phổ kế độ phân giải cao trên Kính viễn vọng Hobby-Eberly 11 mét đặt tại Đài thiên văn McDonald để đo khối lượng của hành tinh. Bắt đầu vào ngày 7 tháng 12 năm 2007, tổng cộng mười đo đạc vận tốc xuyên tâm đã được thực hiện nhằm xác nhận địa vị của XO-5b là một hành tinh.